# Chamaerhodos sabulosa
Chamaerhodos sabulosa là loài thực vật có hoa trong họ Hoa hồng. Loài này được Bunge mô tả khoa học đầu tiên năm 1829.